# Leptomantis cyanopunctatus
Leptomantis cyanopunctatus là một loài ếch trong họ Rhacophoridae.
Nó được tìm thấy ở Indonesia, Malaysia, Singapore, Thái Lan, Việt Nam, có thể cả Brunei, và có thể cả Myanmar.
Các môi trường sống tự nhiên của chúng là các khu rừng ẩm ướt đất thấp nhiệt đới hoặc cận nhiệt đới, các khu rừng vùng núi ẩm nhiệt đới hoặc cận nhiệt đới, và sông. Loài này đang bị đe dọa do mất môi trường sống.